# Gerolzhofen
Gerolzhofen är en stad i Landkreis Schweinfurt i Regierungsbezirk Unterfranken i förbundslandet Bayern i Tyskland.
Stadenen ingår i kommunalförbundet Gerolzhofen tillsammans med köpingen Oberschwarzach och kommunerna Dingolshausen, Donnersdorf, Frankenwinheim, Lülsfeld och Sulzheim.